# マイ・プレシャス・リスト
『マイ・プレシャス・リスト』（Carrie Pilby）は2016年のアメリカ合衆国の青春コメディ映画。
スーザン・ジョンソン監督の長編初作品で、出演はベル・パウリーとネイサン・レインなど。
カレン・リスナーの2003年の同名小説を原作とし、IQ185の天才だが対人能力はゼロに等しい19歳の少女が幸福を探し求めて悪戦苦闘する姿を描いている。
2016年9月に開催された第41回トロント国際映画祭で初上映された。

## ストーリー
キャリー・ピルビーはニューヨークで1人暮らしの19歳の少女である。IQ185の天才で1年前にハーバード大学を卒業したが、対人能力がなく、父親の友人であるペトロフ医師のセラピーを受けている。そんなキャリーにペトロフ医師は「幸せになるためのリスト」を手渡す。はじめは乗り気でなかったキャリーだったが、そこに書かれた「ペットを飼うこと」「友達を作ること」などの項目を1つずつ実行していくことにする。これをきっかけにキャリーは大学在学中の16歳の時に出会った若き天才教授デヴィッドとの辛い初恋を思い出していく。その一方で、キャリーには新たな恋のきざしが訪れるが、当然のようにうまくいかない。また、父親が自分には何の相談もないままロンドンで再婚すると聞かされたキャリーは激しいショックを受ける。
そんなキャリーを心配してニューヨークに駆けつけた父親は、キャリーが初恋の相手デヴィッドにわだかまりを残しており、12歳の時に亡くなった母親の形見であるJ・D・サリンジャーの『フラニーとゾーイー』の初版本をデヴィッドに貸したまま返してもらえていないことを知ると、キャリーを連れて強引にデヴィッドの家に押しかけ、本を取り返すとともに、デヴィッドの顔面にパンチを食らわす。キャリーは改めて父の愛を確認するとともに、デヴィッドへのわだかまりを解消する。そして、かねてより親しくしていた隣人の音楽家サイと新たな恋を始める。

## キャスト
- キャリー・ピルビー: ベル・パウリー - IQ185の天才だが対人能力のない19歳の少女。
- ペトロフ医師: ネイサン・レイン - キャリーのセラピスト。キャリーの父親の友人。人妻と不倫中。
- ダニエル・ピルビー: ガブリエル・バーン - キャリーの父親。ロンドン在住。
- マット: ジェイソン・リッター - 婚約者との関係に悩む青年。MIT数学科卒。
- サイ: ウィリアム・モーズリー - キャリーの隣人テッドの間借り人。ニューヨーク・フィルの団員。
- タラ: ヴァネッサ・ベイヤー - キャリーの同僚女性。キャリーの友人に。
- デヴィッド・ハリソン教授: コリン・オドナヒュー - キャリーの指導教員で初恋の相手。
- ダグラス: デスミン・ボルヘス（英語版） - キャリーの同僚。

## 製作
2015年1月には主演にヘイリー・スタインフェルドが起用されたと報道された。
主要撮影は2015年12月から行われた。

## 作品の評価
Rotten Tomatoesによれば、26件の評論のうち、62%にあたる16件が高く評価しており、平均して10点満点中5.22点を得ている。
Metacriticによれば、14件の評論のうち、高評価は5件、賛否混在は7件、低評価は2件で、平均して100点満点中52点を得ている。